# Занеманье
Занеманье (Ужнемуне, лит. Užnemunė) — географический регион на юго-западе центральной части Литвы на левом берегу Нямунаса (Немана). На северо-западе живут сувалкцы (занеманцы), на юго-востоке — западные дзуки.

## История
Была населена балтскими племенами. Древнерусское название жителей большей части Занеманья — ятвяги: область Судува в верхнем и среднем течении реки Шешупе населяли судавы (в документах Тевтонского ордена — судовы), а юге жили дайнавы. На севере жила литва (предки аукштайтов).
Из-за постоянных набегов крестоносцев в XIV веке Занеманье совершенно обезлюдело и частично превратилась в пустошь. В 1410 году Тевтонский орден потерпел сокрушительное поражение от объединённого польско-литовского войска в Грюнвальдской битве. По Торуньскому договору 1410 года, а впоследствии Мельнскому договору 1422 года Тевтонский орден отказался от территориальных претензий, Занеманье окончательно вошло в состав Великого княжества Литовского. В XV—XVIII веках Занеманье снова стало густонаселённым. Принадлежало Жемайтскому староству. В 1569 году Занеманье вошло в состав Речи Посполитой, принадлежало Трокским и Ковенским поветам Трокского воеводства. 
Территория относилась к Жемайтийской епархии, преобразованной в 1926 году в архиепархию Каунаса.
В 1794 году Занеманье захвачено прусскими войсками. По Третьему разделу Речи Посполитой в 1795 году окончательно вошло в состав Пруссии. Была образована Новая Восточная Пруссия. По Тильзитскому договору 1807 года Занеманье включено в состав созданного Наполеоном I Варшавского герцогства. По решениям Венского конгресса в 1815 году присоединено к Царству Польскому (в составе Российской империи). В 1815—1837 годах — в составе Августовского воеводства, в 1837—1866 годах — в Августовской губернии, в 1867—1915 годах — Сувалкской губернии, поэтому в первой половине XX века область называлась Сувалкией.
Занеманье, как и всё Царство Польское, имело социальную и политическую систему, отличную от других территорий Российской империи (Занеманье сохранило своё юридическое и историческое отличие и в Литве). Здесь действовал с 1808 по 1940 год введённый Наполеоном I Гражданский кодекс. По нему крестьяне были освобождены от крепостной зависимости, но получили не земельную собственность (за землю они должны были платить помещикам оброк), а только личную свободу. Годы считались по новому стилю. После восстания 1863—1864 годов правительство Российской империи, чтобы привлечь на свою сторону крестьян, признало крестьян Царства Польского, а следовательно, и Занеманья, собственниками пахотных земель, которые они обрабатывали без выкупа, путём указов 1864 года. Безземельные крестьяне получили по 3 морга (1,68 га) земли на каждого. Было введено местное самоуправление крестьян. В результате экономические рыночные (капиталистические) отношения сложились и развивались в Занеманье раньше, чем где бы то ни было в Литве, быстрее развивались сельское хозяйство и культура.
В Мариямполе в 1907—1914 годах действовал торговый синдикат «Жагре» («Соха», „Žagrė“). Весной 1906 года в Мариямполе основано католическое просветительское и благотворительное общество «Жибурис» («Огонь», „Žiburys“), которое располагало в 1913 году 47 отделениями, 7 школами и несколькими библиотеками. В 1905 году основано культурное общество  «Швеса» («Свет», „Šviesa“). Священников для Занеманья готовила Сейненская духовная семинарии. Литовский язык преподавался как предмет в специальных и общеобразовательных средних школах. Относительно много крестьянских детей Занеманья также получили высшее образование. Литовцам разрешалось преподавать в начальных школах до 1905 года, а литовцы работали в государственных учреждениях. Благодаря лучшим экономическим и культурным условиям в Занеманье раньше начала формироваться крестьянская интеллигенция. 
Во второй половине XIX века началось Литовское национальное движение. После Первой мировой войны Занеманье вошло в состав Литвы. Занеманье сильнее других регионов Литвы пострадало от мирового экономического кризиса 1929—1933 годов. В 1935—1936 годах происходила массовая забастовка крестьян в Сувалкии и Дзукии. В XX веке экономическая и социальная специфика Занеманья практически исчезла.